# فرانکو واریسکو
فرانکو واریسکو (به ایتالیایی: Franco Varisco) بازیکن فوتبال و اهل ایتالیا است که از سال ۱۹۱۰ میلادی عضو تیم ملی فوتبال ایتالیا بوده و در ۲ بازی ملی حضور داشته‌است. او در بازی‌های ملی‌اش گلی به ثمر نرساند.
فرانکو واریسکو آخرین بازی ملی خود را در سال ۱۹۱۰ میلادی انجام داد.